# Emballonura furax
Emballonura furax је сисар из реда слепих мишева (Chiroptera).

## Угроженост
Подаци о распрострањености ове врсте су недовољни.

## Распрострањење
Врста је присутна у Папуи Новој Гвинеји и Западној Новој Гвинеји (Индонезија).

## Станиште
Станиште врсте су шуме. 
Врста је по висини распрострањена од нивоа мора до 1500 метара надморске висине. 
Врста је присутна на подручју острва Нова Гвинеја.